# دانشگاه پردانا
دانشگاه پردانا (PU) یک دانشگاه خصوصی تازه تأسیس است که در کوالالامپور، مالزی واقع شده و بر روی برنامه‌های علوم داده و علوم بهداشتی در بخش پایه (پیش دانشگاهی)، مقطع کارشناسی و تحصیلات تکمیلی تمرکز دارد. دانشگاه پردانا در سال ۲۰۱۱ به‌طور رسمی تشکیل گردید. در سال ۲۰۱۷، دانشگاه پردانا رتبه ۴: بسیار خوب را در سیستم رتبه‌بندی آموزش عالی مالزی در سال ۲۰۱۷، از وزارت آموزش عالی مالزی دریافت کرد.
این دانشگاه نخستین دانشجویان خود را در سال ۲۰۱۱ با افتتاح دانشکده پزشکی PU-RCSI و دانشکده تحصیلات عالی پزشکی، پذیرفت. در حال حاضر این دانشگاه شامل ۶ دانشکده و ۲ ساختمان مرکزی است. دانشکده کسب‌وکار، جدیدترین دانشکده‌ای است که این اواخر تأسیس شده است.

## تاریخچه
مراسم افتتاح دانشگاه پردانا و برنامه پزشکی، توسط نخست‌وزیر اسبق مالزی  داتو سری نجیب رزاق برگزار شد در حالی که نخست‌وزیر سابق مالزی تون دکتر مهاتیر محمد به عنوان رئیس هیئت مدیره دانشگاه منصوب شده بود. داتو پهلوان دکتر. آر. موهانا داس به عنوان معاون رئیس و مدیر اجرایی این دانشگاه به خدمت مشغول شد.